# (13070) Seanconnery
(13070) Seanconnery est un astéroïde de la ceinture principale.

## Description
(13070) Seanconnery est un astéroïde de la ceinture principale. Il fut découvert par Eric Walter Elst le 8 septembre 1991 à l'observatoire de Haute-Provence. Il présente une orbite caractérisée par un demi-grand axe de 2,427 9 UA, une excentricité de 0,2797 et une inclinaison de 5,6080° par rapport à l'écliptique.
Il a été nommé en hommage à l'acteur écossais Sean Connery ; c'est notamment sa prestation dans le film Au nom de la rose qui lui vaut cette nomination parmi les planètes mineures.